# 中山正幻
中山 正幻（なかやま せいげん、1960年11月15日 - ）は、日本の男性俳優。愛媛県出身。瀬嶋事務所所属。
身長181cm、体重115kg。血液型はB型。
特技は剣道（弐弾）、空手（弐弾）、柔道（四段）、書道（四段）、草相撲（関東大会優勝）、パワーリフティング、ベンチプレス（97,98東京都チャンピオン）、殺陣、格闘技。趣味は釣り、カラオケ、パチンコ、ギター、AVビデオ鑑賞、ビデオ撮影。

## 出演

### Vシネマ
- 続・こちら凡人組（1992年）
- 野獣伝説（1993年）
- 闇金の帝王 銀と金（1993年）
- 銀玉命! 銀次郎（1993年）
- ミナミの遊侠伝 なんぼのもんやねん（1994年）
- どチンピラ13 処女宮破り（1995年）
- クライムハンターシリーズ（2008年）
- 新春ワル
- 田山幸憲のパチプロ日記
- 横浜ばっくれ隊
- ワル正伝

### 映画
- 二十世紀少年読本（1989年） - 力さん ※デビュー作[2]
- ZIPANG（1990年） - ラゴラ（四天王）
- フィガロ・ストーリー（1991年）
- さくら（1994年）
- 極つぶし（1994年）
- アトランタ・ブギ（1996年）
- indies.B（1999年） - 怒る男
- やくざの詩 OKITE 掟（2003年） - 吉川和彦
- 新・老人の性 愛人いじり（2004年） - やくざ風の男
- カムイ外伝（2009年）

※以下、公開時期不明
- KUMAGUSU
- スリーニンジャズ・Go to JAPAN

### 舞台
- エリザベス
- 天守物語
- ふるアメリカに袖はぬらさじ
- 夕鶴

### テレビドラマ
- 大河ドラマ
  - 太平記（1991年） - 結城宗広
  - 秀吉（1996年） - 加治田隼人
  - 風林火山 第7話「晴信初陣」・第8話「奇襲! 海ノ口」（2007年） - 武藤永春
- 私が愛したウルトラセブン（1992年） - フルハシ・シゲル（石井伊吉）
- 西遊記 第8話「悟空vs．大たぬき妖怪!!」（1994年） - 狸穴大王
- 変なお父さん（1995年）
- 聖徳太子（2001年） - 膳臣賀施夫
- キッズ・ウォースペシャル 〜これでファイナル! ざけんなよ〜（2003年）
- 御宿かわせみ 第2シリーズ 第5話（2004年）
- 生物彗星WoO 第3話「ヒーロー?誕生」（2006年） - 亀
- THE FASTER FOOD ※放送時期不明

### その他
- 地球キャッチミー（1990年 - 1992年）

### CM
- NTTドコモ
- サントリー・烏龍茶カンフー
- トヨタ自動車・カローラワゴン 名古屋グランパス「ストイコビッチ編」
- 信長の野望
- 武骨麺 道場破り編
- 桃太郎ラーメン・赤鬼編